# Sophienhamm
Sophienhamm (dänisch: Sofieham) ist eine Gemeinde im Kreis Rendsburg-Eckernförde. Oha, Mittelhamm und Achterhamm liegen im Gemeindegebiet.

## Geographie und Verkehr
Sophienhamm liegt an der Eider und am Hohner See etwa 12 km westlich von Rendsburg an der Bundesstraße 202 von Rendsburg nach Eiderstedt. 
Das Hartshooper Moor, das ein Großteil des Gemeindegebiets ausmacht, steht unter Naturschutz.

## Geschichte
Der Ort wurde in der zweiten Hälfte des 18. Jahrhunderts im Rahmen der Moorkolonisation gegründet und zählt somit zu den sogenannten Kolonistendörfern. Er ist nach Sophie Magdalena, der Tochter von König Friedrich V. von Dänemark, benannt.

## Politik

### Gemeindevertretung
Bei der Kommunalwahl am 14. Mai 2023 wurden insgesamt neun Sitze vergeben. Diese fielen erneut alle an die Kommunale Wählergemeinschaft Sophienhamm. Die Wahlbeteiligung betrug 56,8 %.

### Wappen
Blasonierung: „In Grün unter einer goldenen Königskrone ein silbernes Spatenblatt, beiderseits erhöht begleitet von einem silbernen Buchenblatt.“

## Wirtschaft
Das Gemeindegebiet ist überwiegend landwirtschaftlich geprägt.